# Марія Гейм-Фьоґтлін

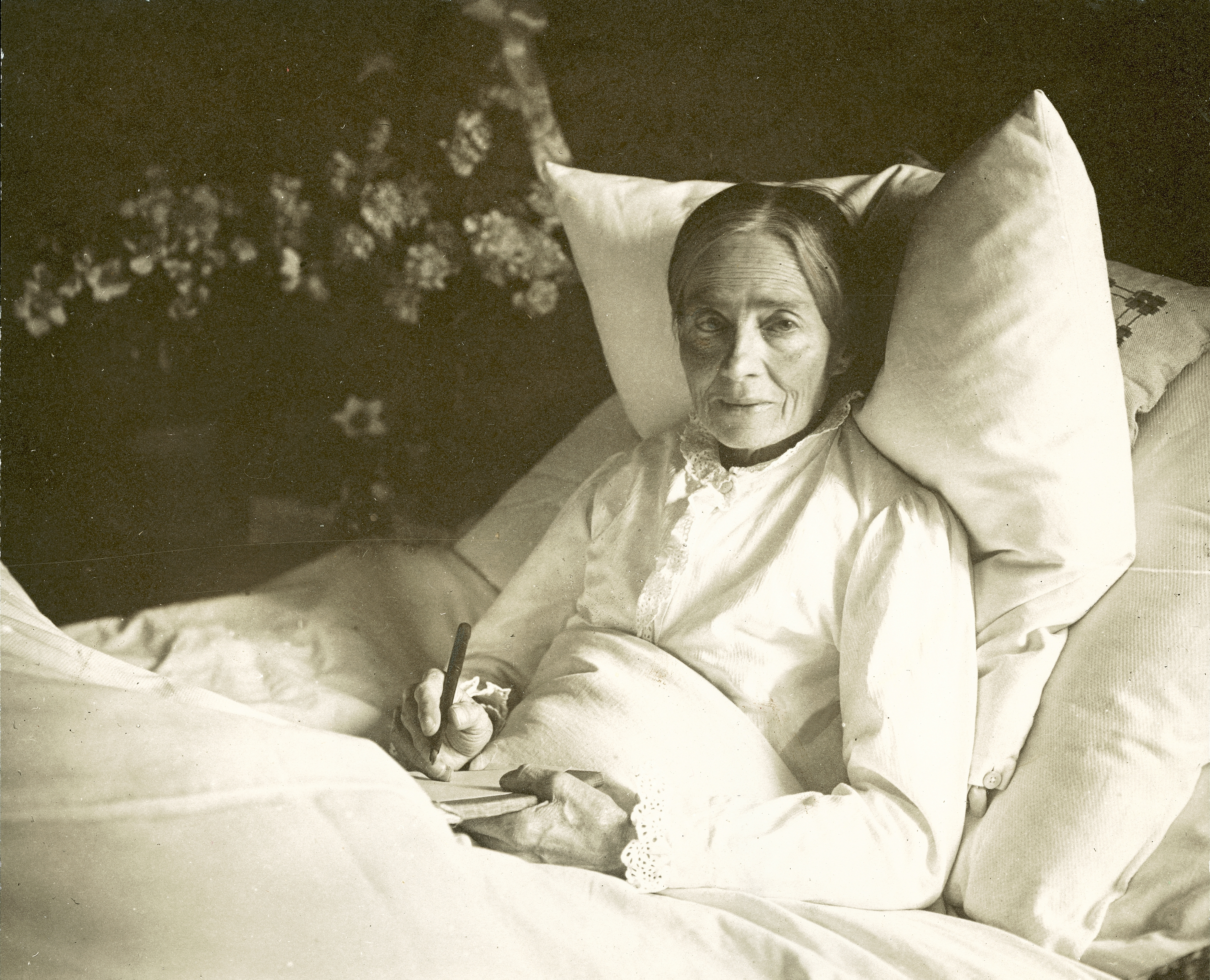
Марія Гайм-Фьоґтлін, 1915

Марія Гайм-Фьоґтлін (нім. Marie Heim-Vögtlin; 7 жовтня 1845, Бьоцен — 7 листопада 1916, Цюрих) — перша в Швейцарії жінка-лікарка. Письменниця і співзасновниця першої швейцарської гінекологічної лікарні.

## Життєпис

### Освіта
Народилася в сім'ї пастора з міста Бьоцен. Здобула приватну освіту в Романдії і в Цюриху.
1867 року її наречений, студент медицини, розірвав заручини і одружився з Надією Сусловою (1843—1918). У відповідь вона присвятила себе вивченню медицини в університеті Цюриха, який був першим медичним факультетом в Європі, що приймав на навчання жінок. Це викликало національний скандал, оскільки раніше туди зараховували тільки іноземок (таких, як росіянка Н. Суслова) (імматрикуляція).
Після складання іспитів з відзнакою вона вивчала гінекологію в Лейпцигу і працювала в Дрездені в пологовому будинку. 11 липня 1874 вона здобула докторський ступінь в Цюрихському університеті з дисертацією на тему про вплив праці на стан жіночої статевої системи. Для отримання офіційного дозволу на медичну практику в Цюриху знадобилося втручання її батька.

### Професійне і сімейне життя
Хоча її практика почалася з кількох клієнтів, вона незабаром здобула репутацію здібного і хорошого лікаря, особливо відзначали її щедрість стосовно бідних жінок.
1875 року вона вийшла заміж за відомого геолога Альберта Гайма, після того, як він дав їй свій дозвіл (за тогочасним законом) продовжувати працювати після вступу до шлюбу. У пари було двоє дітей, Арнольд і Гелен, а також прийомна дитина.
1916 році померла від хвороби легенів.

### Громадська діяльність
1901 року була співзасновником першої в Швейцарії гінекологічної лікарні (Schweizerische Pflegerinnenschule mit Spital). Вона включала пологове відділення і школу медсестри. Служила там скарбником. Була активним учасником руху за виборче право для жінок і Товариства тверезості.
Опублікувала кілька книг для жінок і дітей.

## Пам'ять
- У Швейцарії Національний науковий Фонд[en] заснував жіночу стипендію на її честь.
- 1995 року в Цюриху її ім'ям було названо провулок біля жіночої лікарні.
- 2010 року її роботи були відзначені Gesellschaft zu Fraumünster[en].[7][8]
- 2016 року, в соту річницю її смерті, було випущено швейцарську поштову марку.[9]